# フロ
フロ（グルジア語: ხულო、[xulɔ]、グルジア語ラテン翻字: Khulo）は、ジョージアのアジャリア自治共和国にある町（ダバ）。アジャリアの首都バトゥミから東に88キロメートル、アチャリスツカリ川の峡谷の上流に位置する。この町と近隣の山間部78の村によりフロ地区を構成している。

## 歴史
フロはサムツヘ＝ジャヴァヘティと黒海沿岸を結ぶ中世の街道沿いに位置する、商人の町であった。フロはかつてフラ（グルジア語: ხულა、グルジア語ラテン翻字: Khula）と呼ばれており、これは「商館」という意味であった。フロの地域には古代から人が居住しており、青銅器時代にまで遡ることができる。高さ約20メートルの巨石記念物「ヒルヴァナ・メンヒル」といったモニュメントが残っており、考古学者は葬儀にこのモノリスが関連していると考えている。また「カロト祭壇」と呼ばれる遺跡も発見されており、キリスト教以前の時代のフロ地域に文明が存在していたことが確認されている。聖堂や城塞、中世式のアーチ橋が数多く残っていることから示される通り、この町は中世に建設された。
16世紀、オスマン帝国は世界の諸地域にて積極的な征服政策をとっていた。ジョージアもその影響を受け、黒海の東海岸におけるオスマン帝国が拡大する方向の一つとなった。しかし旧ジョージア王国の各地域は、それぞれ異なる時期にオスマン帝国から影響を受けたことで、オスマン帝国との関係性も地域によって異なっていた。アジャリアは全域がオスマン帝国の支配下となったことから、フロもオスマン帝国の支配を受け、この地域はイスラム教に移行した。
オスマン帝国時代、フロはヒムシアシヴィリ家が統治していた上アジャリア地域の主要集落であった。1829年、フロはロシア軍のオステン＝ザッケン将軍により一時占領されたが、ヒムシアシヴィリの屋敷を略奪後、撤退した。オスマン帝国下でイスラム化したフロの人口は、1870年代にロシアが行ったイスラム教弾圧により激減した。また1990年代から2000年代にかけて洪水や雪崩が連続して発生したことで、フロを離れる住民が多く発生した。
ソビエト支配下の1929年4月、アジャリア山岳地帯のイスラム教徒住民は、強制的な集団化と宗教的迫害に反対し、武装蜂起した。直ちにソビエト軍が投入され、反乱はすぐに鎮圧された。これにより、数千人のアジャリア人がグルジアSSRから追放された。
フロ地区は、1965年に現在の境界線にて Хулойского района（フロイスクコゴ・ライオナ、フロ地区）として設立され、2006年に ხულოს მუნიციპალიტეტი（フロス・ムニツィパリテティ、フロ地区）として現在の行政区域となった。

## 建造物
フロ地区には、ヒハニ城塞など中世の歴史的建造物がある。ヒハニ城塞は、オスマン帝国に反抗し捕縛・斬首されたセリム・ヒムシアシヴィリが、1785年に防衛に使っていた。ヒハニ城塞の正確な建設時期は不明であるが、多くの研究者は10世紀から13世紀の間に建てられたと考えている。ヒハニ城塞は、アジャリアで最も重要な城塞の一つであった。城は戦略的に非常に便利な場所に位置しており、南東側から1本の徒歩ルートがある。かつては地元の領主の避難所として使われていた。またヒハニ城塞に向かう途中には、13世紀に建てられたスハルタ大聖堂がある。
フロでは歴史的建造物の他、隣村タゴとを結ぶタゴ＝フロ・ケーブルカーも知られている。このケーブルカーはフロとタゴの間の最速の交通手段である。途中に支柱が1本も設けられていないワンスパン方式のケーブルカーとしては、ヨーロッパで2番目の長さである。